# Бубсхайм
Бубсхайм (нем. Bubsheim) — община в Германии, в земле Баден-Вюртемберг. 
Подчиняется административному округу Фрайбург. Входит в состав района Тутлинген.  Население составляет 1172 человека (на 31 декабря 2010 года). Занимает площадь 8,29 км².